# Biforă

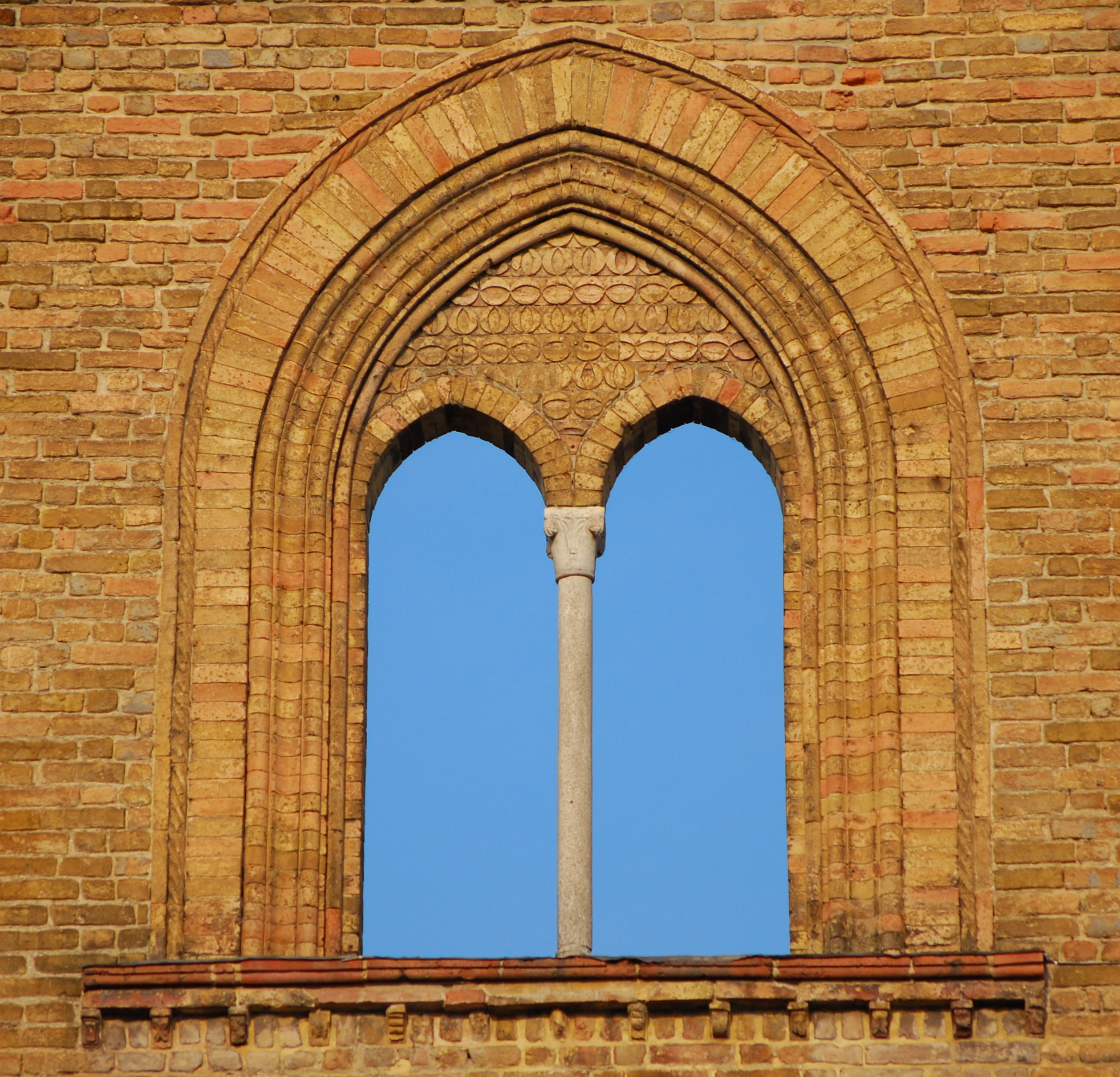
O biforă gotică „deschisă spre cer”, biserica San Francesco, Lodi

Bifora este un tip de fereastră sau ușă împărțită printr-o colonetă (în lat. foramen, it. foro = deschidere), fiecare despărțitură fiind terminată cu un arc arhitectural.

## Descriere

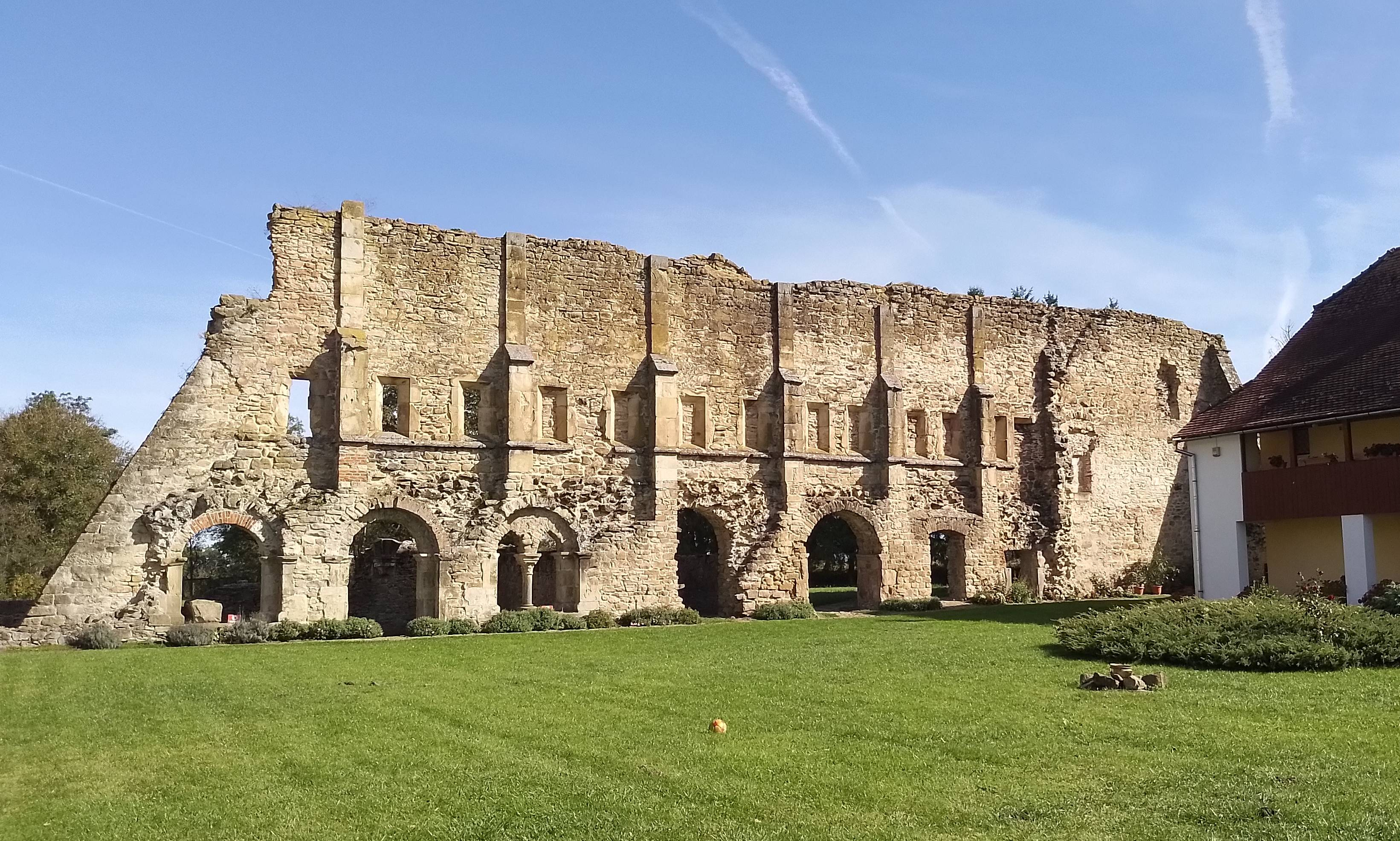
Zid cu poartă biforă în ruinele Abației Cisterciene din Cârța, jud. Sibiu, România

La biforă, spațiul ferestrei sau al ușii este împărțit vertical în două deschideri, despărțite printr-o coloană suplă pe care se sprijină două arcade rotunde sau ascuțite. Uneori este apoi încadrat de un alt arc și în spațiul dintre cele două arcade se inserează un decor, o stemă sau o deschidere circulară.
Tipic perioadei romanice și gotice, în care a devenit un motiv ornamental pentru ferestre și clopotnițe, a fost adesea folosit și în perioada Renașterii. Ferestrele cu biforă apar la sfârșitul antichității. Sunt foarte frecvente în arhitectura creștină timpurie și bizantină (ca și în Ravenna), sunt preluate din abundență și de stilul maur din Spania. Mai târziu a fost abandonat în mare parte pentru a reveni la modă în secolul al XIX-lea în perioada eclectismului și a redescoperirii stilurilor antice (neogotic, neorenascentist).

## Imagini

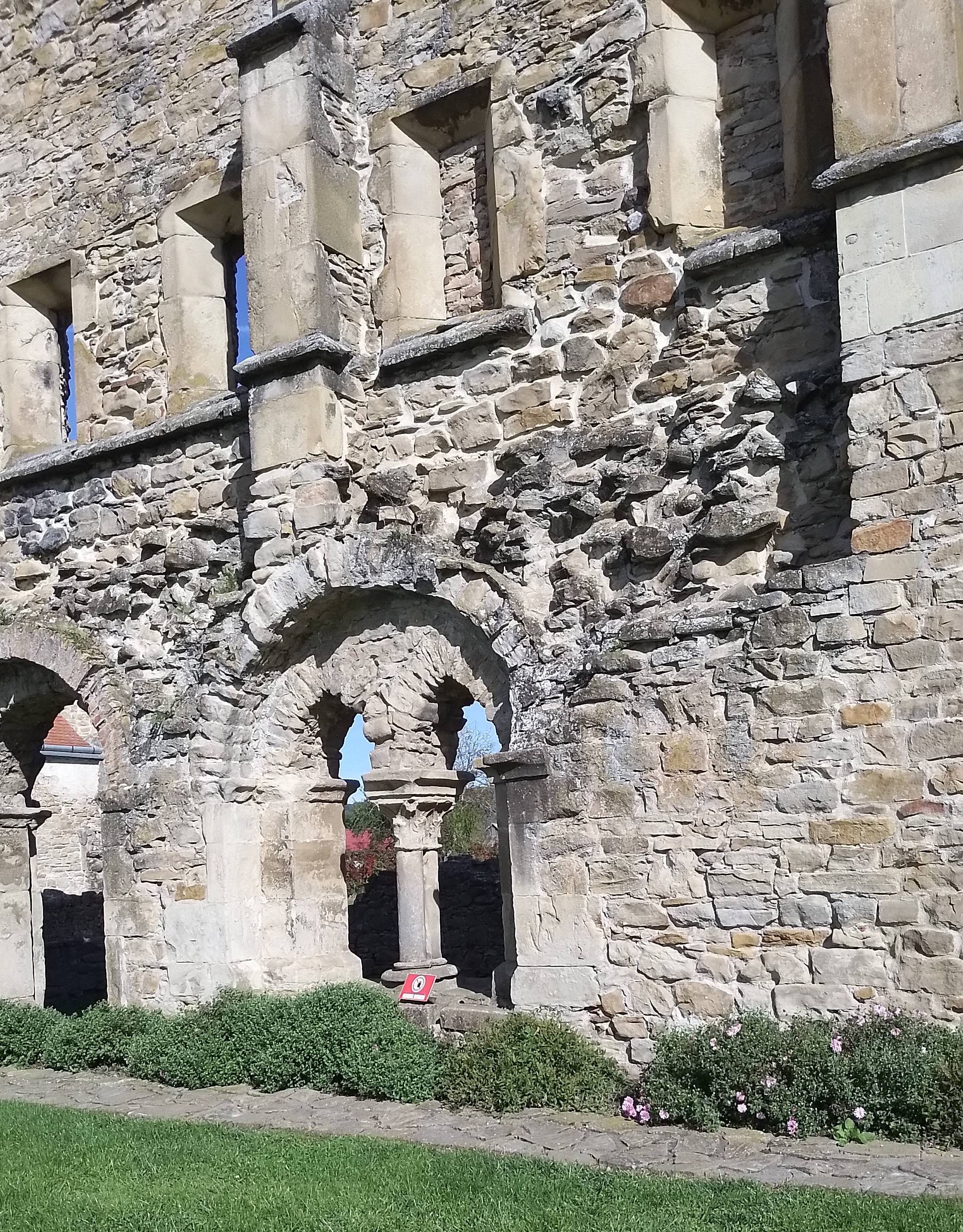
Poartă biforă în ruinele Abației Cisterciene din Cârța, județul Sibiu, România
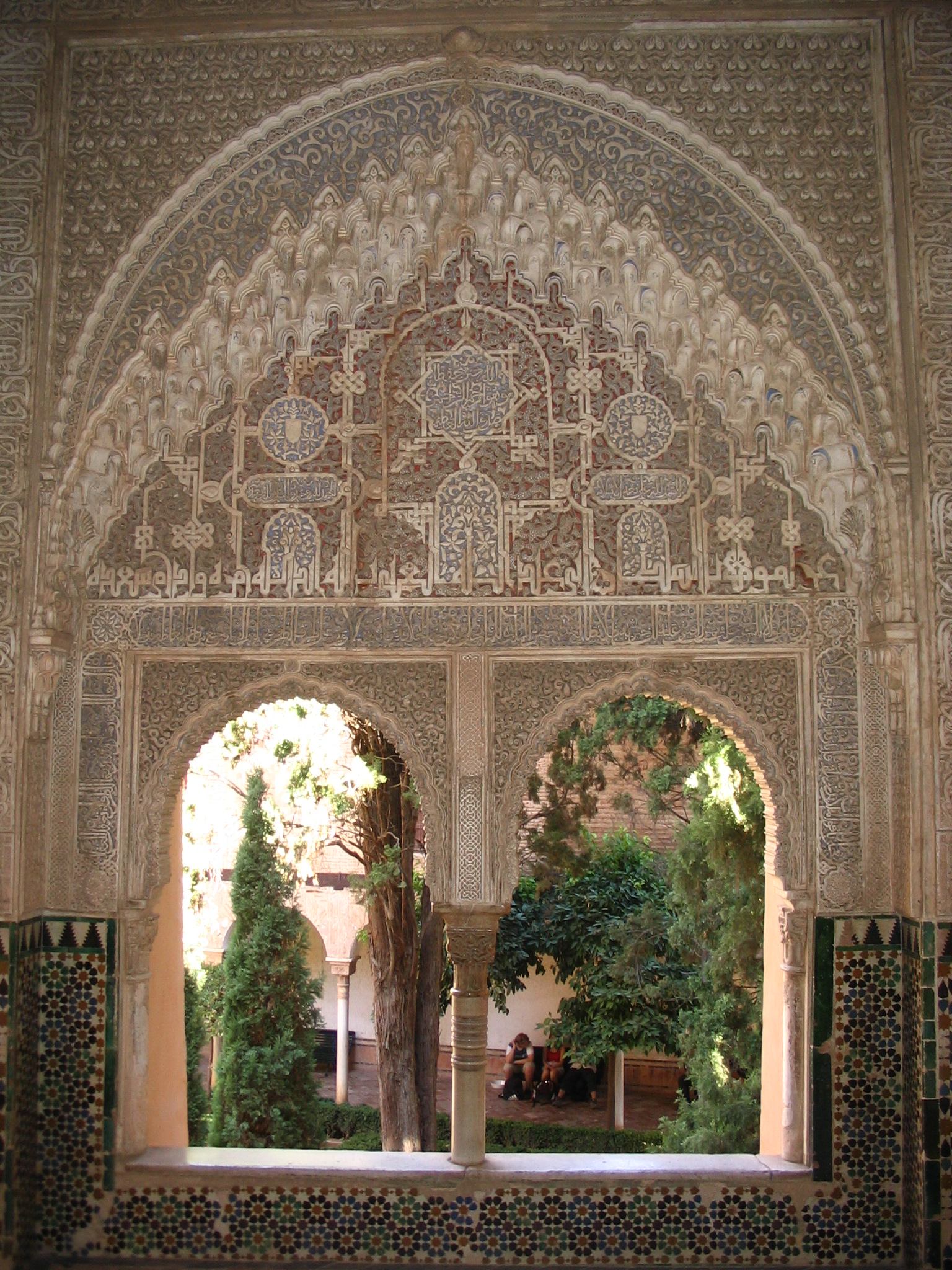
O biforă maură, Alhambra, Granada
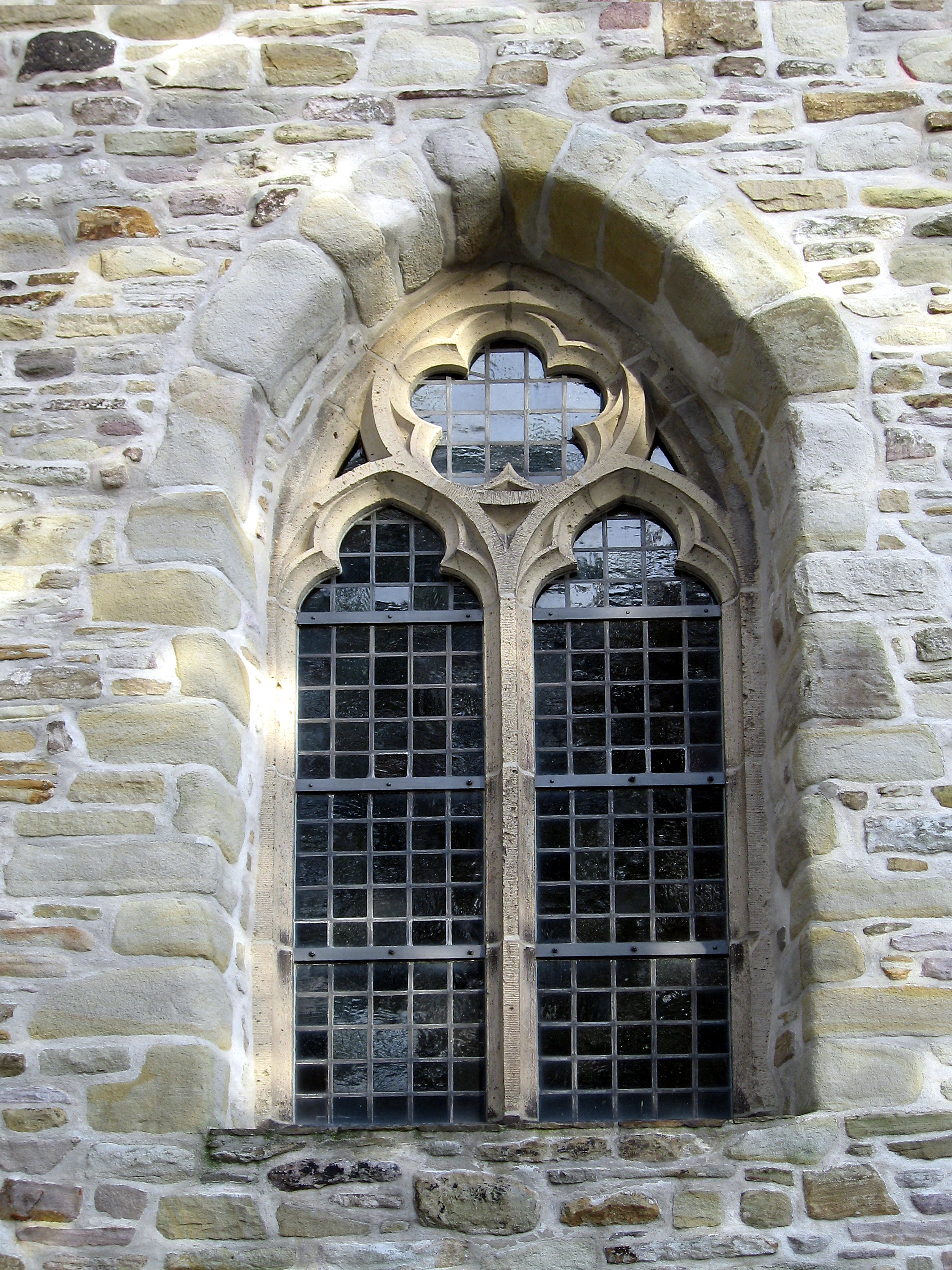
O biforă gotică, Bochum-Stiepel (Germania) la partea superioară traforată
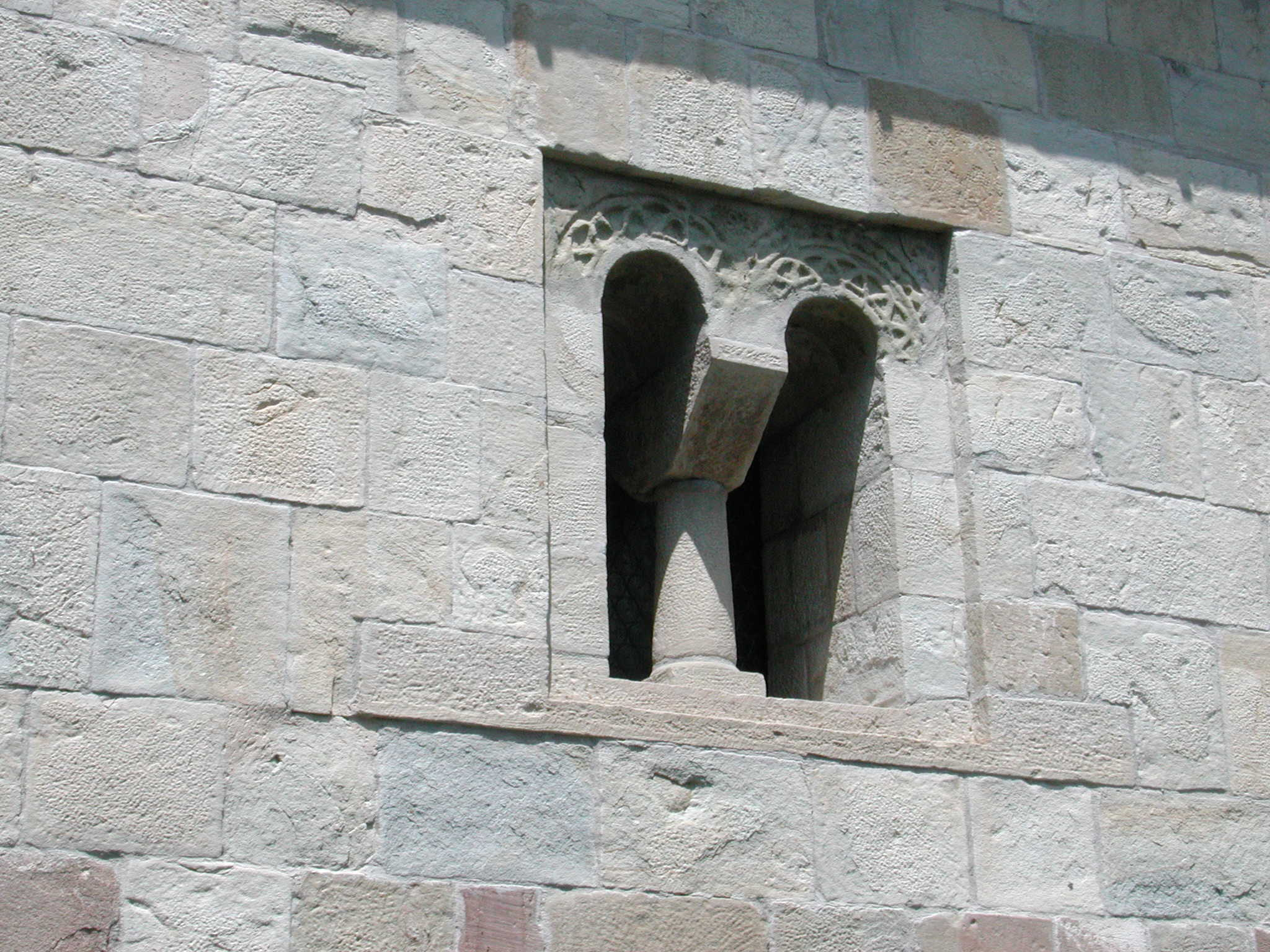
O biforă romanică, Casina, Oratorio di Beleo
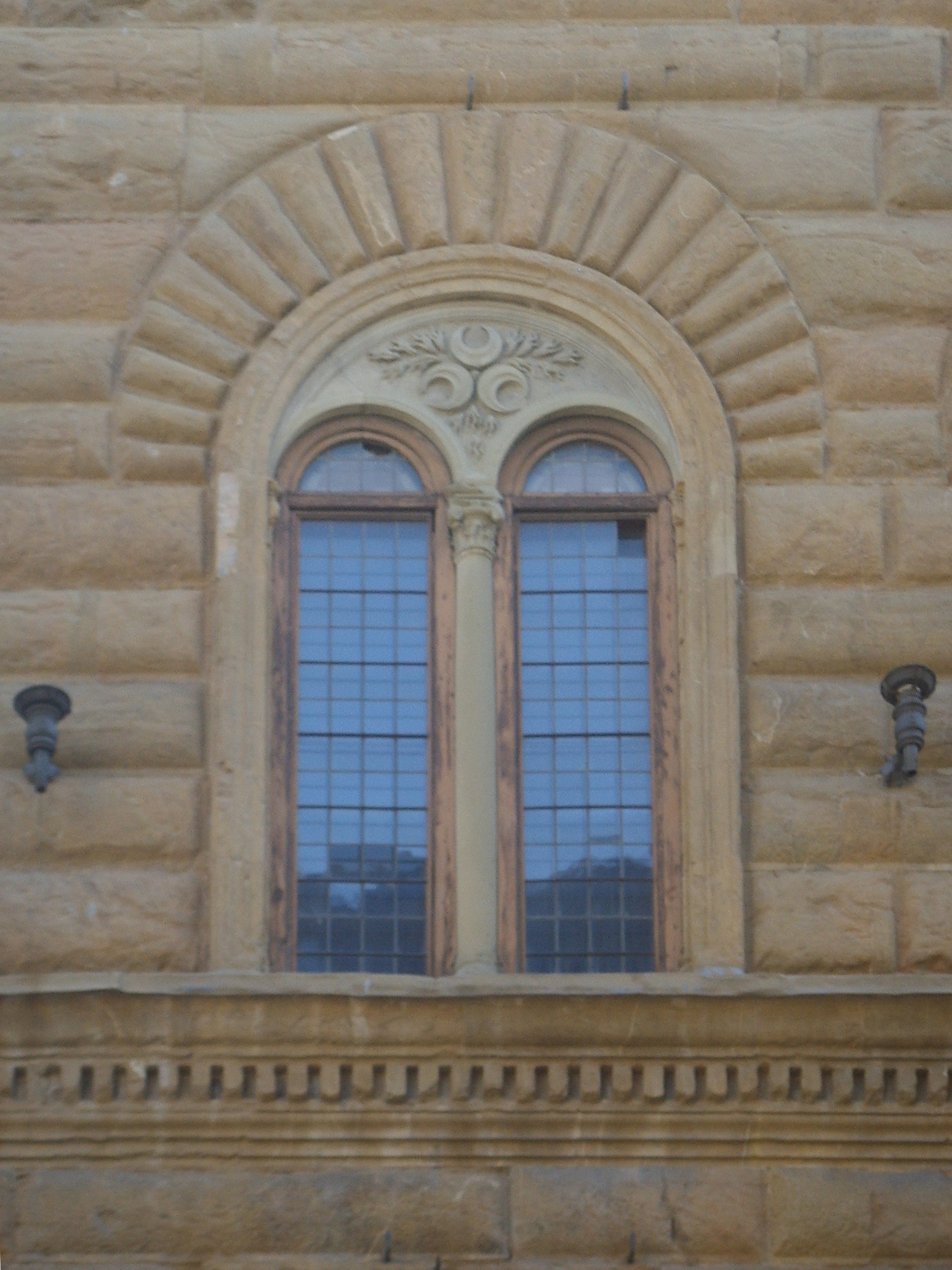
O biforă renascentistă, Palazzo Strozzi, Florența
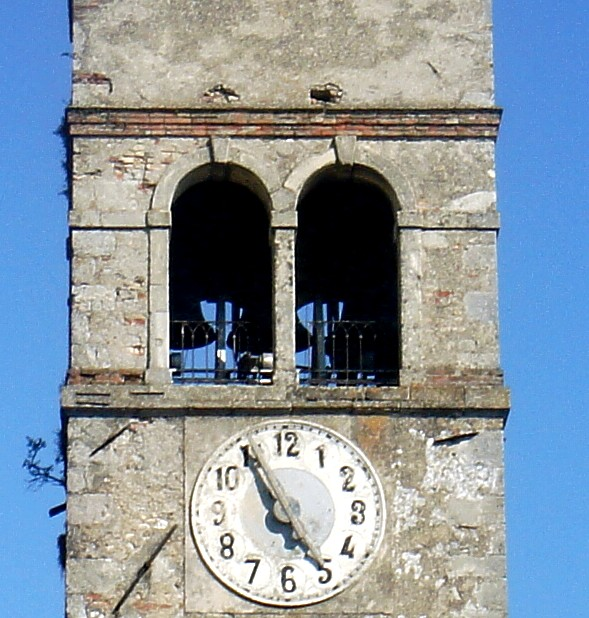
Bifora turnului medieval din Castello Roganzuolo
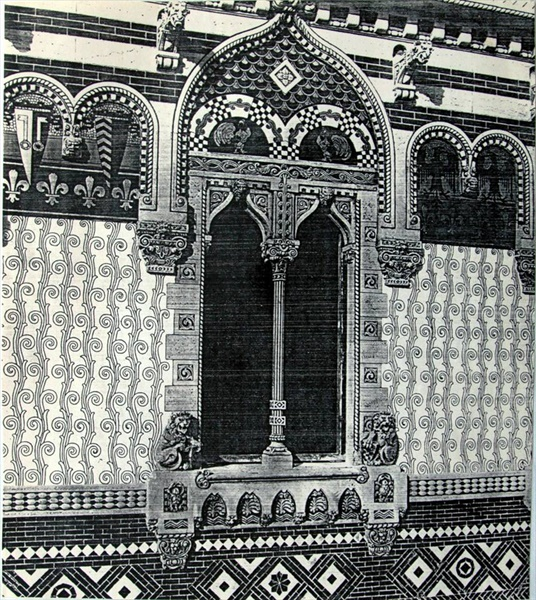
Palazzo del Granchio, Messina, o biforă încadrată de decorațiuni neogotice (Gino Coppedè)